# Darren Ferguson
Darren Ferguson (* 9. Februar 1972 in Glasgow) ist ein schottischer Fußballtrainer und ehemaliger Fußballspieler.

## Biografie
Darren ist der Sohn von Trainerlegende Alex Ferguson.
Im Alter von 18 Jahren holte sein Vater ihn zu Manchester United. Während der verletzungsbedingten Absenz von Bryan Robson kam er in der Saison 1992/1993 15 mal zum Einsatz. Nach 27 Pflichtspieleinsätzen transferierte er in der Saison 1993/94 für umgerechnet 350.000 Euro zu den Wolverhampton Wanderers.
1999 wurde Ferguson an Sparta Rotterdam ausgeliehen. Im Sommer 1999 unterschrieb er in Wales beim AFC Wrexham, wo er bis zum Ende seiner fußballerischen Karriere verweilte. In den acht Jahren bei Wrexham kam er in über 300 Begegnungen zum Einsatz und war auch beim Aufstieg 2003 in die vierthöchste englische Liga beteiligt.

## Erfolge als Spieler
- Spiele für die Schottische U-21-Nationalmannschaft
- Englische Meisterschaft 1992/1993 mit Manchester United
- Aufstieg in die Football League Two mit dem AFC Wrexham 2002/2003
- Football League Trophy 2004/05 mit dem AFC Wrexham

## Erfolge als Trainer
- Zweiter Tabellenplatz 07/08 und Aufstieg in die dritte englische Liga[1]

## Privates
Im Juni 2003 heiratete er Nadine Metcalfe. Zusammen haben sie zwei Kinder.